# Sósimo Sacramento
Isidoro Sósimo Sacramento Nolasco (Cochamarca, 4 de abril de 1960) es un cantante y compositor peruano. Se especializa en el huaino jaranero, estilo musical derivado de la música andina peruana. Es apodado artísticamente como «el Rey de la Jarana» y «el John Travolta del Folclore». 
Nació el 4 de abril de 1960 en Cochamarca, provincia de Oyón, Región Lima. Es el hijo de Julio Sacramento López y María Nolasco León. A la edad de siete años, se trasladó junto a su familia a Sayán, localidad de la provincia de Huaura, donde comenzó a forjar su legado en la música. 
Su pasión por el arte se manifestó en el Colegio Manuel Tovar, donde se destacó en cada presentación artística.
Fue en esta etapa donde dio sus primeros pasos en la música, formando su grupo Los Elvis de Sayán, dedicado a la cumbia peruana. 
En 1982, apuesta por el género huaino como animador en el grupo Hermanos Dolores de Cochamarca. Dos años más tarde, decidió fundar su propia agrupación musical Los Diamantes de Cochamarca. Al inicio, la formación consistía en arpa, cajón, güido, y su voz como cantante y animador.
En colaboración con los arpistas Rómulo León Palomino, Ernesto Carrera, Camilo Carmín y Edgar Cayetano, grabó sus éxitos como «Cochamarquinita», «Chelita», «Quién será», «Sarita», «Busco un amor» y otros grandes temas que marcaron su carrera. 
Su verdadero salto a la innovación se dio a partir de 1993 cuando introdujo innovaciones al huaino utilizando timbales, batería, bajo y teclado. Aunque inicialmente recibió críticas de algunos artistas, esta innovación se convirtió en tendencia y un sello distintivo en su música.
Su aspecto notable es un profundo conocimiento de cada instrumento musical. Al componer sus temas musicales, este maestro del huaino transmite a los músicos de sus grupos su visión única y distintiva. 
No solo se enfoca en la letra de la canción, sino que también se sumerge en la creación de cada sonido que podría complementarla. Su estilo musical es el «huaino jaranero», que fue único y característico no solo radica en las letras, sino en la meticulosa consideración de cada aspecto sonoro para lograr unresultado final que lleve su sello personal inconfundible.
Además de su carrera musical, Sacramento reveló que se dedica a la agricultura, cultivando frutas y verduras para vender en el Mercado Modelo de Sayán.
Se siente profundamente orgulloso de que sus hijos estén incursionando en el mundo artístico del huaino, particularmente sus hijos Marcos Sacramento y Jeampier Sacramento.

## Biografía

### Primeros años
Nació el 4 de abril de 1960 en el distrito de Cochamarca, localidad de la provincia de Oyón, Región Lima, donde vivió hasta los seis años. Desarrolló casi la mayor parte de su niñez en el  distrito de Sayán, en el cual comenzó a ayudar en el trabajo de su padre, quién se desempeñaba como artesano y fabricador de esteras, además de mostrar sus dotes artísticos en el canto por afición desde su etapa escolar.

### Trayectoria
Sacramento comenzó su carrera artística en los años 1970, conformando la banda musical Los Elvis de Sayán, especializándose en la balada romántica, cumbia peruana y salsa, con lo que lograría mudarse con el conjunto a Huacho.
Tras la separación del grupo, en el año 1982 conforma el grupo Los Diamantes de Cochamarca, donde interpretaría la canción «Carolina», uno de sus primeros éxitos musicales, y comenzaría a utilizar el apelativo del John Travolta Peruano, debido a su inspiración en el actor estadounidense John Travolta, protagonista de la película Fiebre de sábado por la noche.
Al poco tiempo, Sacramento emprende una faceta solista, apostando por la música andina, desempeñándose en el estilo del huaino con arpa. A partir de los años 1980, logró consolidarse en el género, gracias por interpretar los temas musicales «Sarita», «Muchachita linda», «Asi eres tú» y «Mi cuñadita». En el año 1985, compartió escenario con el fallecido cantante de la música chicha Chacalón, siendo invitado en su concierto en la Carpa Grau, en la capital Lima. Además estuvo en negociaciones para continuar su carrera como cantante en Canadá y Estados Unidos, en las que finalmente rechazó para continuar en la música peruana. Seguidamente, se dedica por un tiempo a la agricultura y exportación de alimentos.
En el año 2010, organiza un concierto de aniversario por los 28 años de trayectoria artística en el Complejo Santa Rosa, compartiendo escenario junto a otras figuras de la música andina como Dina Páucar, Haydée Raymundo, Marisol Cavero, Robert Pacheco y Raúl Arquínigo. Al año siguiente, estrena su nuevo material «Cásate, cásate, muñequita de mi amor» obteniendo una gran aceptación en las emisoras locales.
En el año 2014, sufrió un accidente de tránsito en la carretera Huacho-Sayán mientras estaba en plenas presentaciones, logrando estrellarse contra un cerro. Fue trasladado en la Clínica San Pedro, siendo dado de alta días después.
En el año 2012, se inscribió en la Declaración Jurada de la Asociación Peruana de Autores y Compositores, para registrar sus composiciones de su autoría en la dicha organización.
En el año 2021, colabora con la carrera musical de su hijo, el también cantante folclórico Marcos Sacramento, quién participó en uno de sus conciertos.
En el año 2024, participó como invitado especial del concierto del grupo Los Súper Brillantes del Ande junto a otros artistas.

## Discografía

### Álbumes de estudio
- 1998: Por ella
- 2019: Recuerdos, sólo recuerdos
- 2020: Mi cuñadita
- 2020: Así eres tú
- 2021: Me emborracho por tu amor
- 2024: Lo mejor